# Principia Discordia
 (septembre 2015).
Si vous disposez d'ouvrages ou d'articles de référence ou si vous connaissez des sites web de qualité traitant du thème abordé ici, merci de compléter l'article en donnant les références utiles à sa vérifiabilité et en les liant à la section « Notes et références ».
Les Principia Discordia sont un recueil de textes sacrés du Discordianisme, écrits par Malaclypse The Younger (Greg Hill) et Lord Omar Khayyam Ravenhurst (Kerry Thornley) vers la fin des années 1950. Ils ont été publiés pour la première fois en cinq exemplaires en 1965, sous le titre Principia Discordia or How The West Was Lost With Explanations to Yellow Pages Use.

## Description
Ces textes tentent d'expliquer et de décrire la Société Discordienne et la déesse Eris, ainsi qu'une secte discordienne appelée POEE et sa version du Discordianisme. Le livre mélange textes typographiés, écrits à la main, dessins au pochoir, gravures, timbres et sceaux de diverses origines, dont les droits d'auteur ne sont pas tous vraiment respectés.
Bourré de contradictions et d'humour absurde (souvent dirigé contre lui-même), le livre contient quand même des passages qui suggèrent qu'il y a plus dans ses pages que quelques minutes de divertissement. En quelques dizaines de pages, le livre parvient, malgré ou plutôt grâce à de très nombreuses digressions de fond et de forme, à fournir un bon aperçu de la religion discordienne et de nombreux sujets de réflexion. Le livre donne une liste des cinq Saints discordiens : Yossarian, Bokonon, King Kong, Don Quichotte et Joshua Norton. Ce dernier est le seul à avoir réellement existé.
Le livre entier est apparemment dans le domaine public, l'habituelle mention légale de droit d'auteur, nécessaire pour protéger toute œuvre d'après la législation des États-Unis, est remplacée par la mention (K) All Rights Reversed - reprint what you like. ; dans les faits, le contenu entier du livre a été à plusieurs reprises reproduit intégralement et diffusé sur l'Internet et Usenet, et certains éditeurs ont même publié leur propre version (Revisionist Press en 1976, Loompanics Unlimited en 1979, Illuminet Press en 1991, Steve Jackson Games en 1994, et Ronin Publishing en 2006). Il n'y a pas d'édition française du livre, mais une traduction existe en ligne.